# Валле, Ив
Ив Валле́ (фр. Yves Vallet) — французский кёрлингист.
В составе мужской сборной Франции участник чемпионата мира 1969 (заняли седьмое место).
Играл на позиции второго.

## Команды
| Сезон   | Четвёртый | Третий      | Второй   | Первый         | Турниры           |
| ------- | --------- | ----------- | -------- | -------------- | ----------------- |
| 1968—69 | Пьер Боан | Андре Маббу | Ив Валле | Ришар Дювилляр | ЧМ 1969 (7 место) |

(скипы выделены полужирным шрифтом)

## Частная жизнь
Начал заниматься кёрлингом в 1968, за год до того, как принял участие в своём первом и единственном чемпионате мира 1969.